# Joseph Zakar
Joseph Zakar (in arabo جوزيف ذاكار‎?; Aleppo, 1938) è un ex cestista egiziano, di origine siriana.

## Carriera
Con l'Egitto ha disputato i Campionati mondiali del 1959.